# Xavier Rhodes
Xavier Rhodes (nacido el 19 de junio de 1990) es un jugador profesional estadounidense de fútbol americano que juega en la posición de cornerback y actualmente es agente libre de la National Football League (NFL).

## Biografía
Rhodes asistió a la preparatoria Miami Norland High School en Miami Gardens, Florida, donde practicó fútbol americano y atletismo. Al finalizar la preparatoria, fue considerado como un atleta de tres estrellas en la posición de wide receiver por Rivals.com.
Posteriormente, asistió a la Universidad Estatal de Florida donde jugó con los Florida State Seminoles entre 2009 y 2012. Como jugador de primer año en 2009, jugó en dos encuentros como parte de los equipos especiales antes de lesionarse una mano y perderse el resto de la temporada. En 2010, registró 58 tacleadas, cuatro intercepciones y 12 pases desviados, por lo que fue nombrado como el Novato Defensivo del Año en la conferencia ACC. Como jugador de segundo año en 2011, Rhodes jugó en 13 encuentros y registró 43 tacleadas, un intercepción y cinco pases desviados, mientras que en 2012 fue nombrado al primer equipo All-ACC luego de registrar 39 tacledas, tres intercepciones y 10 pases desviados en 14 juegos.
Poco después de la victoria de Florida State por 31-10 en el Orange Bowl de 2013, Rhodes anunció su decisión de renunciar a su último año de elegibilidad universitaria e ingresar al Draft de la NFL de 2013.

## Carrera

### Minnesota Vikings
Rhodes fue seleccionado por los Minnesota Vikings en la primera ronda (puesto 25) del Draft de la NFL de 2013, y firmó un contrato de cuatro años por $7.80 millones con $6.33 millones garantizados y un bono por firmar de $4.05 millones. El entrenador en jefe Leslie Frazier nombró a Rhodes el tercer esquinero de la plantilla, detrás de los veteranos Chris Cook y Josh Robinson. Terminó su temporada de novato en 2013 con 48 tacleadas combinadas (41 en solitario) y diez desvíos de pase en 13 juegos (seis como titular).
En 2014, terminó la temporada con 48 tacleadas combinadas (39 en solitario), una marca personal de 18 pases desviados y una intercepción en 16 juegos como titular. Sus 18 pases desviados lideraron la defensa de los Vikings y terminó cuarto entre todos los jugadores de la liga. Los Vikings terminaron con un récord de 7-9, pero pudieron mejorar al 7º lugar en defensa de pase después de terminar 31º la temporada anterior.
En 2015, Rhodes jugó junto a Terence Newman y al novato de primera ronda Trae Waynes, y terminó la temporada con un récord personal de 58 tacleadas combinadas (55 en solitario), diez desvíos de pase y una intercepción en 16 juegos como titular. 
El 2 de mayo de 2016, los Vikings ejercieron la opción de quinto año por $8.02 millones sobre el contrato de Rhodes. El entrenador en jefe Mike Zimmer retuvo a Xavier Rhodes y Terence Newman como esquineros titulares para iniciar la temporada regular. Rhodes terminó la temporada con 52 tacleadas combinadas (44 en solitario), 11 desvíos de pase, cinco intercepciones y un touchdown en 14 juegos como titular, por lo que fue invitado a su primer Pro Bowl.
El 30 de julio de 2017, los Vikings firmaron a Rhodes con una extensión de cinco años y $70 millones que incluyó $41 millones garantizados y un bono por firmar de $12 millones. Terminó la temporada 2017 con 56 tacleadas combinadas (44 en solitario), diez desvíos de pase y dos intercepciones en 16 juegos como titular, ayudando a los Vikings a tener la mejor defensa de la liga, por lo que fue invitado por segunda vez al Pro Bowl y fue nombrado al primer equipo All-Pro junto a su compañero Harrison Smith.
En 2018, Rhodes registró 47 tacleadas, siete pases desviados y una intercepción en 14 juegos, mientras que en 2019 fue invitado por tercera vez al Pro Bowl a pesar de registrar solo seis pases desviados y ninguna intercepción en 15 juegos.
El 13 de marzo de 2020, Rhodes fue liberado por los Vikings después de siete temporadas con el equipo, para convertirse en agente libre.

### Indianapolis Colts
El 30 de marzo de 2020, Rhodes firmó un contrato de un año con los Indianapolis Colts. En 16 juegos como titular, registró 42 tacleadas, 12 pases desviados, dos intercepciones y un touchdown.
El 24 de marzo de 2021, Rhodes volvió a firmar con los Colts. Registró 39 tacleadas, siete pases desviados y una intercepción en 13 juegos como titular.

### Buffalo Bills
Rhodes firmó con el equipo de práctica de los Buffalo Bills el 28 de septiembre de 2022. Fue ascendido al primer equipo el 26 de noviembre de 2022 pero quedó en libertad el 4 de enero de 2023 con solo dos juegos disputados.

### Dallas Cowboys
El 7 de enero de 2023, los Dallas Cowboys firmaron a Rhodes para su equipo de práctica. El 16 de enero, Rhodes fue elevado al primer equipo e hizo su debut con los Cowboys contra los Tampa Bay Buccaneers en la Ronda de Comodines de la NFC.

## Estadísticas generales
|  | Seleccionado al Pro Bowl |

| Año   | Equipo | Juegos | Juegos | Tacleadas | Tacleadas | Tacleadas | Tacleadas | Intercepciones | Intercepciones | Intercepciones | Intercepciones | Intercepciones | Intercepciones | Balones sueltos | Balones sueltos | Balones sueltos | Balones sueltos |
| Año   | Equipo | GP     | GS     | Comb      | Total     | Ast       | Sck       | PDef           | Int            | Yds            | Avg            | Lng            | TDs            | FF              | FR              | Yds             | TDs             |
| ----- | ------ | ------ | ------ | --------- | --------- | --------- | --------- | -------------- | -------------- | -------------- | -------------- | -------------- | -------------- | --------------- | --------------- | --------------- | --------------- |
| 2013  | MIN    | 13     | 6      | 48        | 41        | 7         | 0.0       | 10             | --             | --             | --             | --             | --             | 1               | 0               | --              | --              |
| 2014  | MIN    | 16     | 16     | 48        | 39        | 9         | 0.0       | 18             | 1              | 0              | 0.0            | 0              | 0              | 0               | 0               | --              | --              |
| 2015  | MIN    | 16     | 16     | 58        | 55        | 3         | 0.0       | 11             | 1              | 0              | 0.0            | 0              | 0              | 0               | 0               | --              | --              |
| 2016  | MIN    | 14     | 14     | 52        | 44        | 8         | 0.0       | 11             | 5              | 133            | 26.6           | 100            | 1              | 1               | 0               | --              | --              |
| 2017  | MIN    | 16     | 16     | 56        | 44        | 12        | 0.0       | 10             | 2              | 23             | 11.5           | 21             | 0              | 0               | 0               | --              | --              |
| 2018  | MIN    | 14     | 14     | 47        | 41        | 6         | 0.0       | 7              | 1              | 3              | 3.0            | 3              | 0              | 0               | 0               | --              | --              |
| 2019  | MIN    | 15     | 15     | 63        | 54        | 9         | 0.0       | 6              | --             | --             | --             | --             | --             | 1               | 0               | --              | --              |
| 2020  | IND    | 16     | 16     | 42        | 35        | 7         | 0.0       | 12             | 2              | 44             | 22.0           | 44             | 1              | 0               | 0               | --              | --              |
| 2021  | IND    | 13     | 13     | 39        | 32        | 7         | 0.0       | 7              | 1              | 4              | 1.0            | 4              | 0              | 0               | 1               | 0               | 0               |
| 2022  | BUF    | 2      | 1      | 4         | 3         | 1         | 0.0       | 0              | --             | --             | --             | --             | --             | 0               | 0               | --              | --              |
| Total | Total  | 135    | 127    | 457       | 388       | 69        | 0.0       | 92             | 13             | 207            | 15.9           | 100            | 2              | 3               | 1               | 0               | 0               |

Fuente: Pro-Football-Reference.com